# Michael P. Speidel
Michael Paul Speidel (* 25. Mai 1937 in Pforzheim) ist ein US-amerikanischer Althistoriker deutscher Herkunft.
Speidel studierte Alte Geschichte an der Universität Freiburg im Breisgau und wurde dort 1962 zum Dr. phil. promoviert. Anschließend ging er als Dozent für Alte Geschichte in die Vereinigten Staaten. An der University of Hawaiʻi at Mānoa erhielt er 1970 als Associate Professor eine Dauerstelle. Später wurde er zum Full Professor ernannt.
Zu seinen Forschungsschwerpunkten gehört die römische Militärgeschichte, besonders zur Zeit der späten Republik und der Kaiserzeit. Die meisten seiner Schriften verfasste er in englischer Sprache.
Der Althistoriker Michael Alexander Speidel ist sein Neffe.

## Schriften
- Die Equites singulares Augusti. Bonn 1965 (= Dissertation Freiburg 1962).
- Roman Army Studies. Zwei Bände. Amsterdam 1982–1992.
- Die Denkmäler der Kaiserreiter: Equites singulares Augusti (= Beihefte der Bonner Jahrbücher. Band 50). Köln/Bonn 1994.
- Riding for Caesar: The Roman Emperors’ Horse Guards. Boston 1994. ISBN 978-0674768970. Taschenbuchausgabe Boston 1997, ISBN 978-0674768987.
- Ancient Germanic Warriors: Warrior Styles from Trajan’s Column to Icelandic Sagas. New York 2004, ISBN 978-0415311991.
- Emperor Hadrian’s speeches to the African Army: A New Text. Mainz 2007, ISBN 978-3795419844.